# Hrabstwo Franklin (Arkansas)

Piramida wieku hrabstwa

Hrabstwo Franklin – hrabstwo w USA, w stanie Arkansas. Według danych z 2010 roku, hrabstwo zamieszkiwało 18 125 osób.

## Miejscowości
- Altus
- Branch
- Charleston
- Denning
- Ozark
- Wiederkehr Village